# Фаина Кирилова
Фаина Михайловна Кирилова (на беларуски: Фаіна Міхайлаўна Кірылава; на руски: Фаина Михайловна Кириллова) е съветска, руска и беларуска математичка, специалистка в областта на математическата теория на оптималното управление.
Тя е член-кореспондент на Националната академия на науките на Беларус (1996), професор (1972), доктор на физико-математическите науки (1968). Удостоена е с наградата на Съвета на министрите на СССР „за развитието и внедряването на многоцелеви софтуерни инструменти за инженерни изчисления“ (1986) и званията „Заслужил деятел на просветата на Виетнам“ (2001) и „Заслужил деятел на науката на Република Беларус“ (2002).

## Биография
Родена е в гр. Зуевка, Кировска област, на 29 септември 1931 г. Завършва Уралския държавен университет. От 1954 до 1962 г. е асистент в катедрата по висша математика на Уралския университет, заема и научна длъжност в Уралския филиал на Академията на науките на СССР от 1960 г. Защитава докторска дисертация на тема „Задачи от качествената теория на оптималното управление“ в Московския държавен университет през 1962 г.
Тя е старши научен сътрудник в отдела по енергетика и автоматика към Уралския филиал на АН на СССР от 1963 до 1966 г. Получава фундаментални резултати по приложение на функционалния анализ към решаването на задачи за оптимално управление, на която основа в Ленинградския държавен университет защитава докторска дисертация на тема „Някои приложения на функционалния анализ в теорията на оптималните процеси“ през 1967 г.
Ог 1967 г. е в Института по математика на Академията на науките на Беларуската ССР, където е поканена от математика академик Евгений Барбашин да работи в създадената там лаборатория по приложна математика и механика. През 1970 г. оглавява същата лаборатория (днес: Отдел по теория на процесите на управление) и го ръководи до 2008 г. Става професор през 1972 г.
Областите на научни интереси на Фаина Кирилова обхващат широк кръг от важни проблеми от на теорията на управлението и оптимизацията. В края на 1950-те, тя първа прилага идеите и методите на функционалния анализ в зараждащата се в този момент област от математическата кибернетика – областта на оптималното управление. По-късните изследвания на Кирилова са свързани със създаването и развитието на математическия апарат за проверка на линейни динамични системи с последействие в управляемостта и наблюдаемостта; теория за необходимите условия за оптималност, от гледната точка на вземащия решението; условия за оптималност от висок ред; разработване на конструктивна теория на оптималното управление въз основа на новия подход към изграждането на алгоритми за решаване на проблемите от линейното, квадратичното, по части линейното програмиране; обща теория на екстремалните задачи; оптимизация на процесите на управление в условия на неопределеност; решаване на проблеми от синтеза на оптимални системи. Проектираните алгоритми са софтуерно реализирани и включени в сборника „Adaptive оптимизация“ (1980-1995 GG.). Фаина Кирилова е автор на над 350 научни статии и 14 монографии.